# Vehículo de cero emisiones

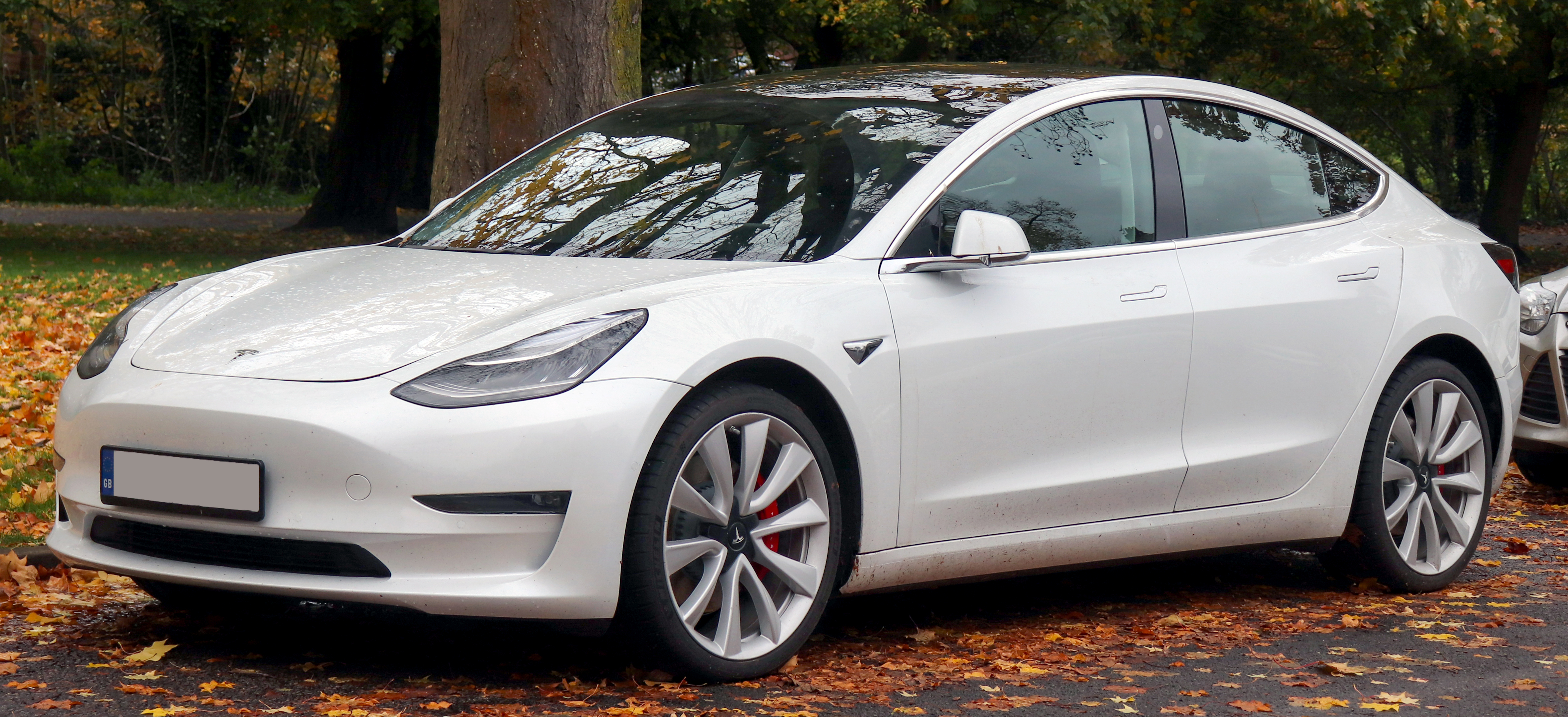
El Tesla Model 3 es el automóvil eléctrico más vendido en la historia.

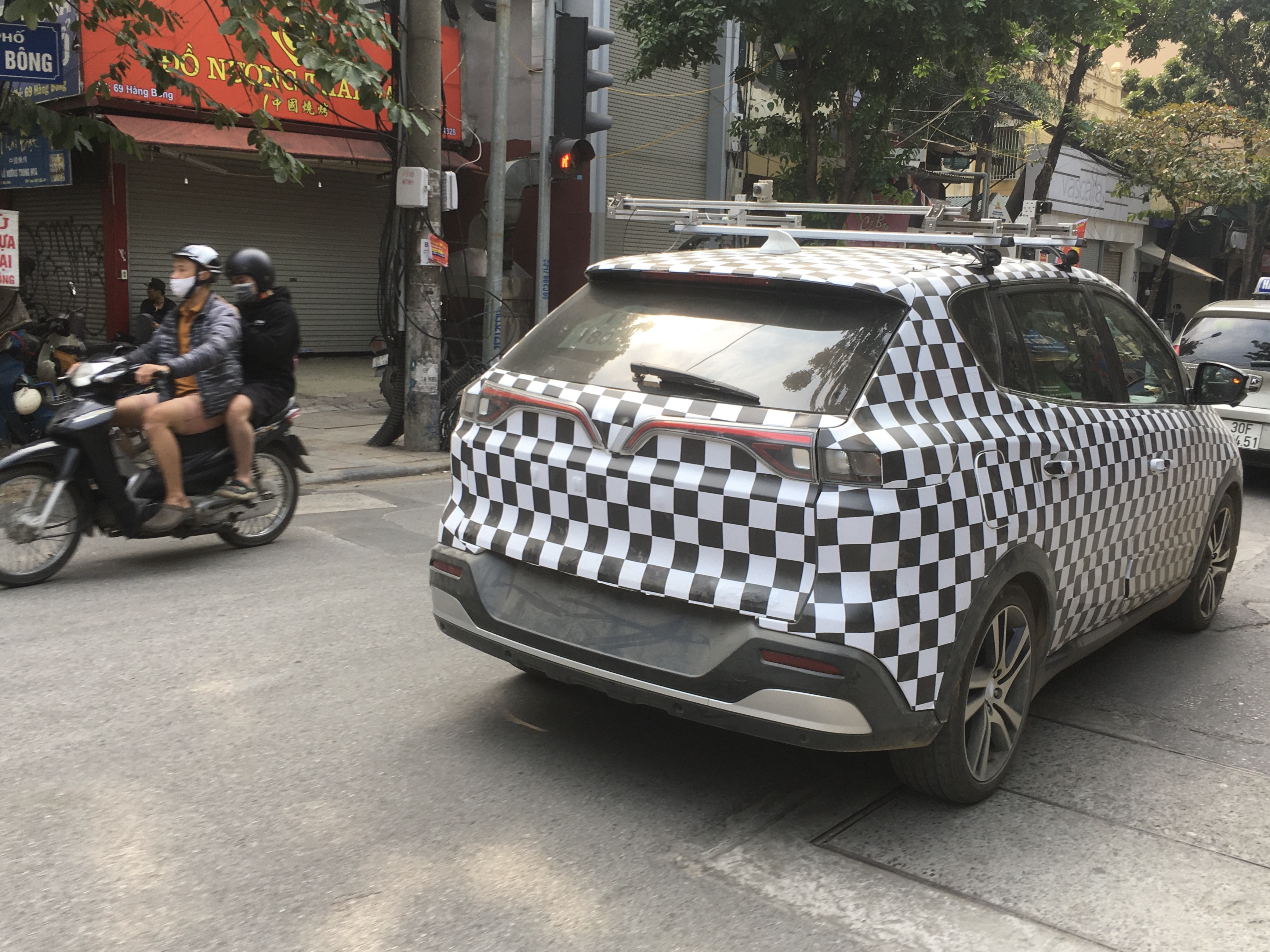
VinFast VF e34 - Vehículo eléctrico de batería

Un vehículo de cero emisiones (VCE), también popularmente conocido por su siglas en inglés como ZEV (Inglés: "Zero-emissions vehicle"), es un vehículo que no emite sustancias contaminantes a través del tubo de escape generadas por la fuente de propulsión a bordo del vehículo. Contaminantes dañidos para la salud y el ambiente incluyen partículas finas (hollín), hidrocarburos, monóxido de carbono, ozono, plomo y varios óxidos de nitrógeno. Aunque no son considerados como emisiones contaminantes por las definiciones originales de la Junta de Recursos del Aire de California (CARB por sus siglas en inglés) ni de la Agencia de Protección Ambiental de los Estados Unidos (EPA), el uso más reciente del término también incluye compuestos orgánicos volátiles, varios tóxicos del aire, y contaminantes globales como el dióxido de carbono y otros gases de efecto invernadero. Ejemplos de vehículo de cero emisiones incluyen vehículos de propulsión humana como las bicicletas; vehículos eléctricos, los cuales no tienen tubo de escape porque no producen emisiones; y vehículos de hidrógeno impulsados por pila de combustible, los cuales solamente emiten agua por el tubo de escape, como el Honda FCX Clarity, el primer vehículo de pila de combustible que se comercializa en Estados Unidos y Japón.

## Mandato del vehículo de cero emisiones de California

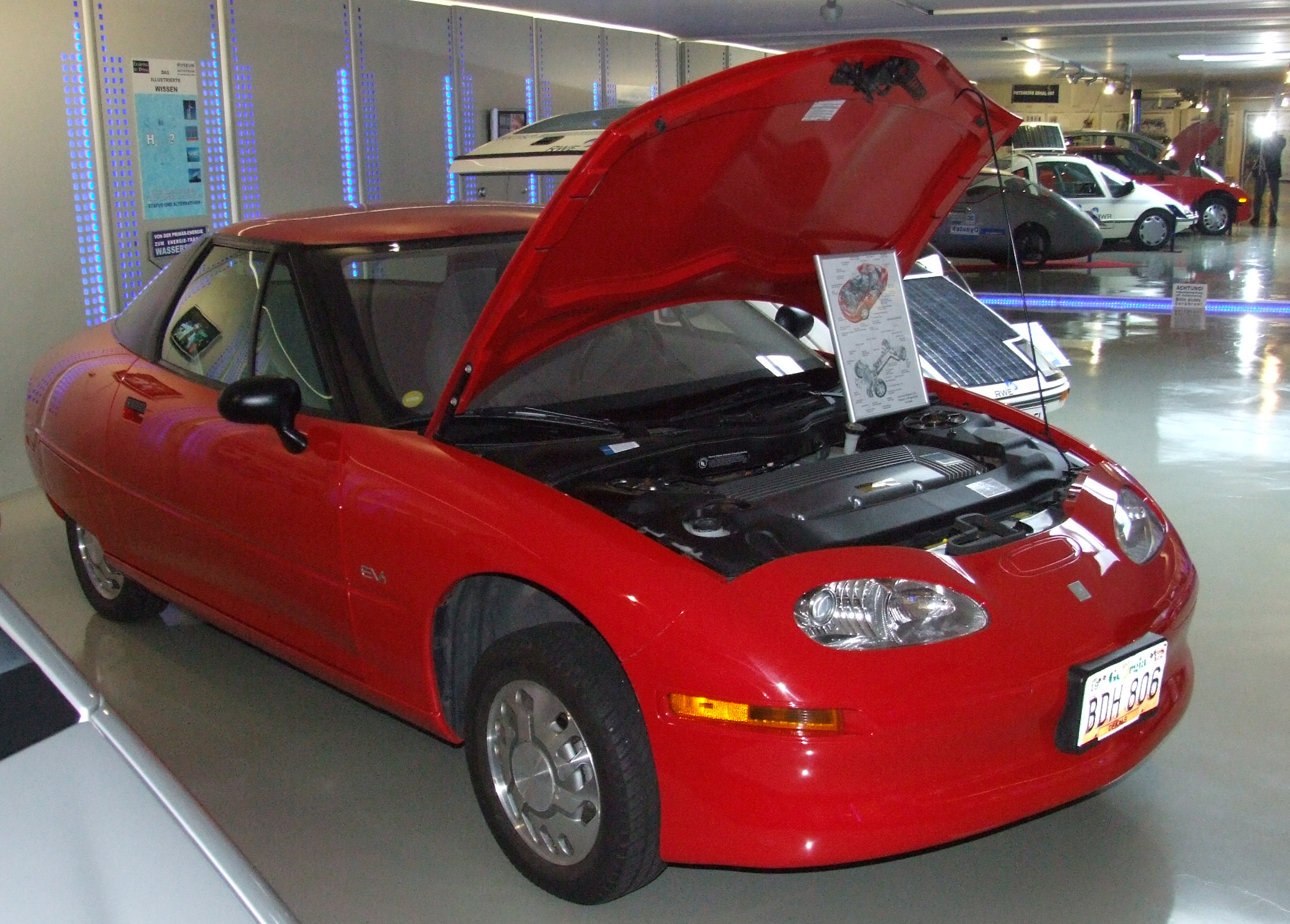
El vehículo eléctrico General Motors EV1 fue uno de los primeros autos disponibles en el mercado de California como resultado del mandato ZEV.

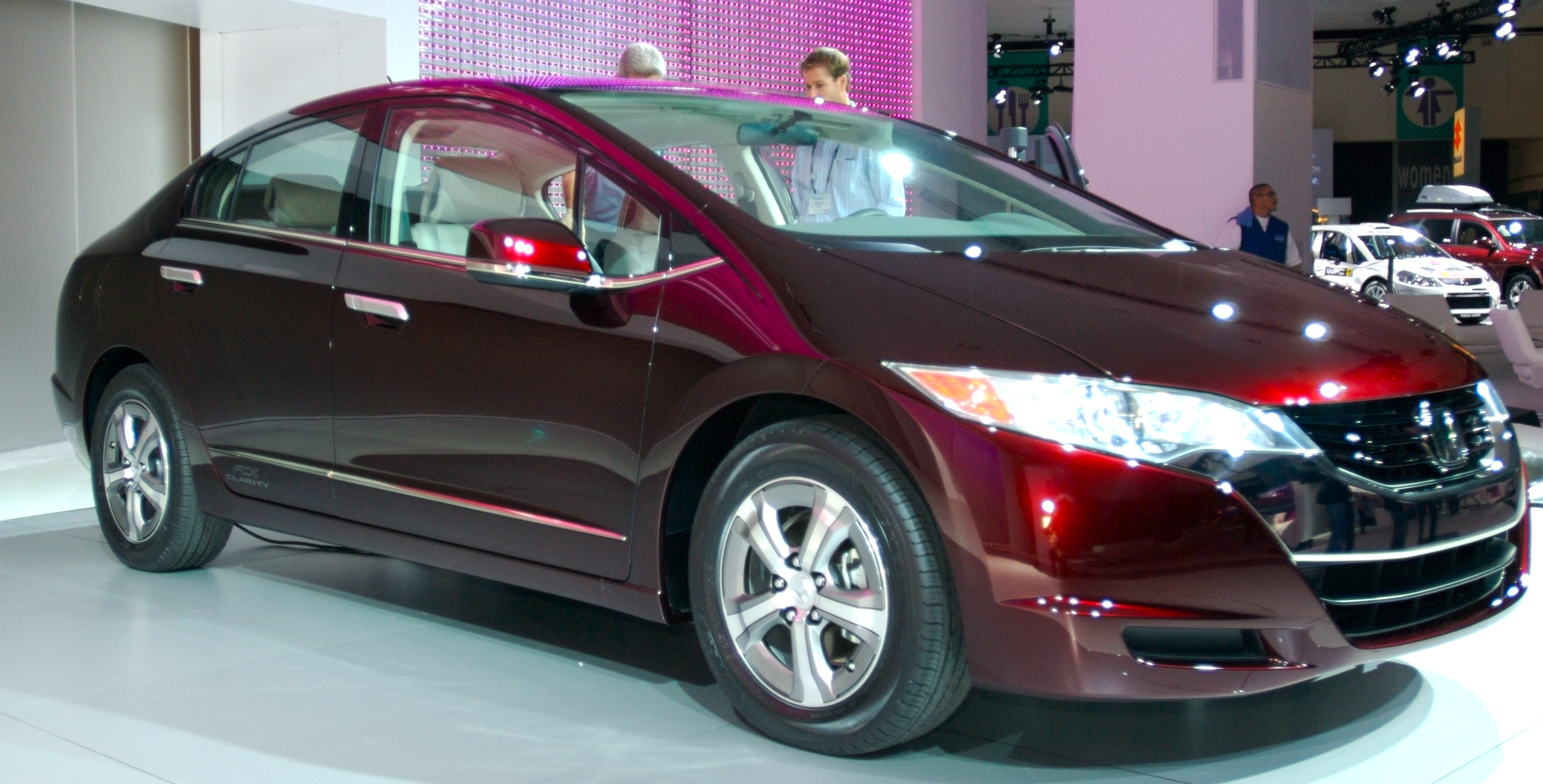
El Honda FCX Clarity lanzado al mercado en 2008 es un vehículo de hidrógeno con pila de combustible que cumple el estándar ZEV.

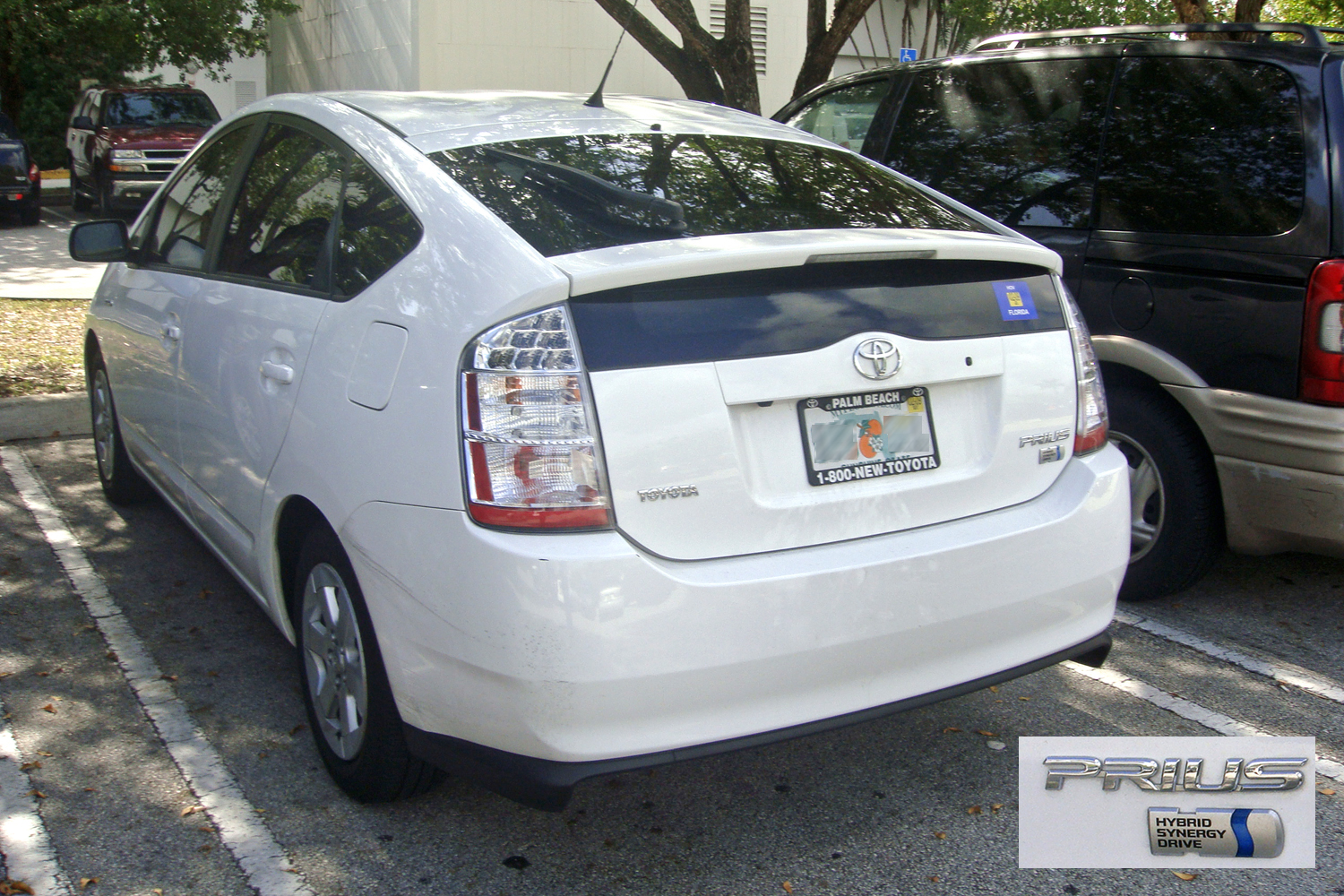
El Toyota Prius Hybrid Synergy Drive es un vehículo híbrido que cumple el estándar SULEV.

La Junta de Recursos del Aire de California (CARB por sus siglas en inglés) administra el programa establecido por el gobierno de ese estado para promover el uso de vehículos sin emisiones directas, más conocido como mandato ZEV (por sus siglas en inglés). La meta del programa es reducir la persistente contaminación del aire que afecta las principales áreas metropolitanas de California, en particular en Los Ángeles, donde los episodios prolongados de contaminación son frecuentes.
La primera definición de vehículo de emisiones cero tiene su origen en el Programa del Vehículo de Bajas Emisiones, conocido como LEV I (por su sigla en inglés del término Low-Emission Vehicle) adoptado por CARB en 1990. El mandato ZEV ha evolucionado desde entonces y ha sido modificado para crear nuevas categorías de emisiones parciales o bajas, incluyendo ahora las siguientes definiciones:
- Vehículo de bajas emisiones (LEV por sus siglas en inglés de "Low-Emission Vehicle"): es el estándar de emisiones menos exigente y se aplica a todos los automóviles nuevos vendidos en California después de 2004.
- Vehículo de ultrabajas emisiones (ULEV por sus siglas en inglés de "Ultra Low Emission Vehicle"): corresponde a los vehículos que son 50% más limpios con respecto a las emisiones de los automóviles nuevos promedio del año modelo 2003.
- Vehículo de súper-ultrabajas emisiones (SULEV por sus siglas en inglés de "Super Ultra Low Emission Vehicle"): corresponde a los vehículos que emiten niveles sustancialmente menores de hidrocarburos, monóxido de carbono, óxidos nitrosos y partículas finas, con respecto a los vehículos convencionales. Estos vehículos son 90% más limpios con respecto a las emisiones de los automóviles nuevos promedio del año modelo 2003.
- Vehículo de cero emisiones parciales (PZEV por sus siglas en inglés de "Partial Zero Emission Vehicle"): cumple el estándar SULEV, tiene garantía de 15 años o 150.000 millas y cero emisiones de vapores. Estos vehículos son 80% más limpios con respecto a las emisiones de los automóviles nuevos promedio del año modelo 2002.
- Vehículo de tecnología avanzada de cero emisiones parciales (AT-PZEV por sus siglas en inglés de "Advanced Technology PZEV"): es un vehículo de tecnología avanzada que cumple con los estándares PZEV y que está dotado de alguna tecnología que permite cero emisiones (ZEV). Estos vehículos son 80% más limpios con respecto a las emisiones de los automóviles nuevos promedio del año modelo 2002.
- Vehículo de cero emisiones (ZEV por sus siglas en inglés de "Zero Emission Vehicle"): emite cero emisiones por el tubo de escape, y es un 98% más limpio con respecto a las emisiones  de los automóviles nuevos promedio del año modelo 2003. La definición se refiere a las emisiones directas producidas por el vehículo y no toma en cuenta las emisiones asociadas al ciclo completo de producción de la energía (p.e. electricidad) o del combustible (p.e. hidrógeno) utilizados por el motor para impulsar el vehículo.

En California los automóviles que cumplen con los estándares ULEV, SULEV, PZEV, AT PZEV y ZEV reciben algunos beneficios para incentivar a los usuarios a comprar ese tipo de vehículo. Uno de esos beneficios es el uso sin restricción de los carriles exclusivos para vehículos de alta ocupación aunque solamente una persona viaje en el vehículo.
A inicios de 2009, el programa ZEV está en medio de un proceso de revisión y consultas públicas para modificar las regulaciones que CARB aplicará a los vehículos año modelo 2015.